# Llei de la conductivitat de Wiedemann-Franz
La llei de la conductivitsat de Wiedemann-Franz estableix per als metalls que el quocient entre la conductivitat tèrmica (κ) i la conductivitat elèctrica (σ) és proporcional a la temperatura absoluta (T) multiplicada per la constant de proporcionalitat (L) o «nombre de Lorenz»:

{\displaystyle {\frac {\kappa }{\sigma }}=LT}

Aquesta llei empírica porta els noms dels físics alemanys Gustav Wiedemann (1826-1899) i Rudolph Franz (1826-1902), qui el 1853 informà que κ/σ tenia aproximadament el mateix valor per als diferents metalls a la mateixa temperatura. La proporcionalitat de κ/σ amb la temperatura va ser descoberta per Ludvig Lorenz el 1872.

## Font
- Clifford A. Pickover, De Arquimedes a Hawking. Las leyes de la ciencia y sus descubridores, traducción de Joan Lluís Riera, Crítica, Barcelona, 2009, págs. 475-482.